# Chiesa di Santa Maria del Consorzio
La chiesa di Santa Maria del Consorzio era un edificio religioso di Castel Goffredo, in provincia di Mantova, situato nell'antico borgo di Castelvecchio, all'angolo tra l'attuale piazza Gonzaga e via Manzoni. Appartenuta alla diocesi di Brescia, fu abbattuta nel 1986.

## Storia
La chiesa di Santa Maria (o chiesa in Castello) era la più antica della città, a navata unica misurava 20,15 metri di lunghezza, fu costruita presumibilmente sulle rovine dell'antico castello  entro le mura di Castelvecchio (Castellum vetus), prima cinta muraria della fortezza di Castel Goffredo. Il suo sagrato si apriva sulla omonima piazzetta, ora Piazza Gonzaga.
Ignota è l'epoca di costruzione. Nel XIII secolo appartenne alla Congregazione di Santa Maria di Castel Goffredo per mutuo soccorso (sul modello della Congregazione della Misericordia Maggiore di Bergamo), che la utilizzò come sua sede, e la chiamò chiesa di Santa Maria. Dopo il 1288 mutò il suo nome in "chiesa del Consorzio".
Fu radicalmente ricostruita (de novo incepta) nel 1434 in stile tardo gotico, come risulta da un testamento dell'epoca.

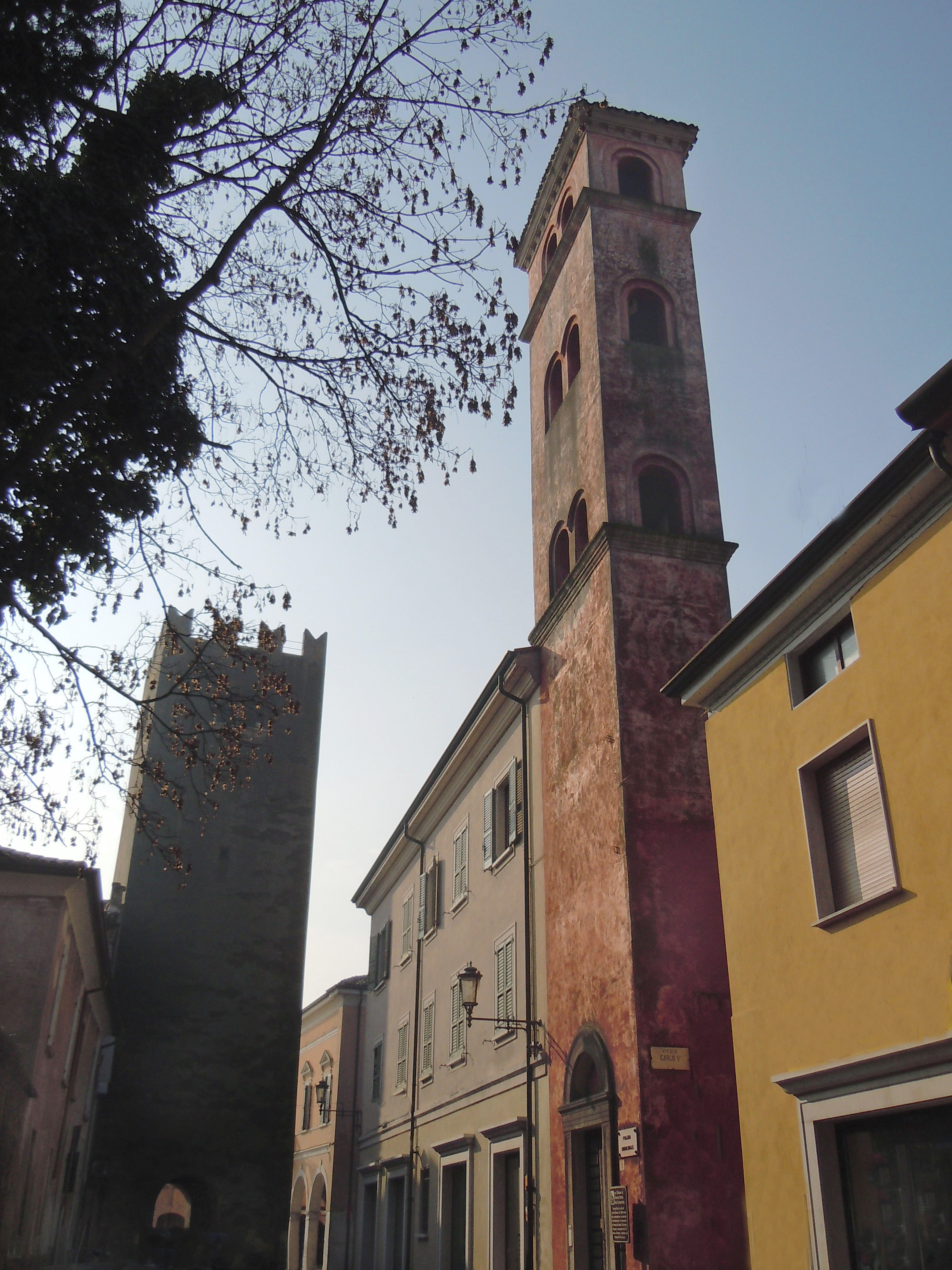
Il campanile della chiesa con la torre civica sullo sfondo

## Interno

### Mausoleo dei Gonzaga di Castel Goffredo
Nel 1532 il marchese Aloisio Gonzaga la fece restaurare e, in una cappella aderente al presbiterio, vi fece erigere la cappella funeraria di famiglia, che accolse inizialmente le spoglie sue il 19 luglio 1549 e della sua seconda moglie Caterina Anguissola, deceduta nel 1550. Il mausoleo accolse Alfonso Gonzaga, assassinato alla Corte Gambaredolo il 6 maggio 1592 dai sicari del nipote Rodolfo. Nello stesso anno Ippolita Maggi, vedova di Alfonso, fece traslare il suo corpo assieme a quello di Aloisio nel Santuario della Madonna delle Grazie presso Mantova: una lapide in marmo bianco all'interno ne ricorda l'evento. Qui trovarono sepoltura anche Giulia Gonzaga (1576-?) e Ginevra Gonzaga (1578-?), figlie di Alfonso, morte infanti. Nel 1595 furono anch'esse traslate da Ippolita Maggi nel santuario della Beata Vergine delle Grazie a Curtatone.
Nel 1798 venne adibita ad uso monte pegni.

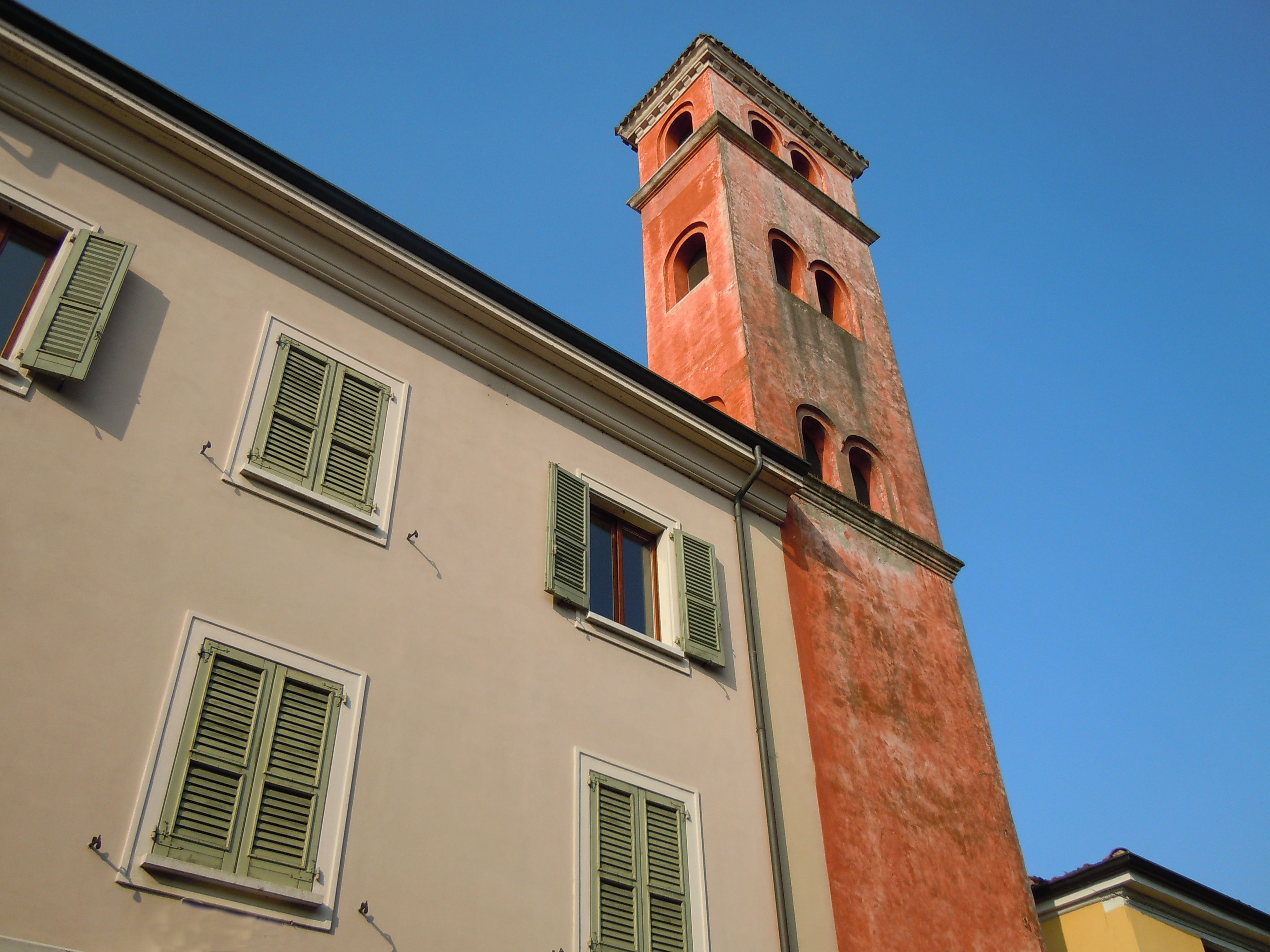
Il campanile quattrocentesco

Durante gli anni venti fu adibita a laboratorio di falegnameria e successivamente trasformata in ufficio postale della città e a civile abitazione. In alcune stanze ebbe sede la biblioteca comunale e il comando dei vigili urbani, prima della attuale sistemazione definitiva.

## Abbattimento
Dopo l'abbattimento della chiesa, avvenuto nel 1986 per fare posto ad nuovo edificio civile, sono venuti alla luce importanti reperti altomedievali (VIII e IX secolo) riguardanti la fortificazione di Castelvecchio e l'esistenza del castello medievale.
Della chiesa si conserva solo l'abside poligonale con volta a ombrello, alcuni affreschi anteriori al 1500, il rimaneggiato campanile quattrocentesco, con bifore e monofore, tre epigrafi aloysiane e il portale in marmo datato 1532, tutti posti sul fianco della chiesa Prepositurale di Sant'Erasmo.

## Epigrafi aloysiane (XVI secolo)
Le epigrafi, risalenti al tempo del marchese Aloisio Gonzaga ed appartenenti alla chiesa di Santa Maria del Consorzio, sono state ricollocate sul fianco della chiesa prepositurale di Sant'Erasmo:

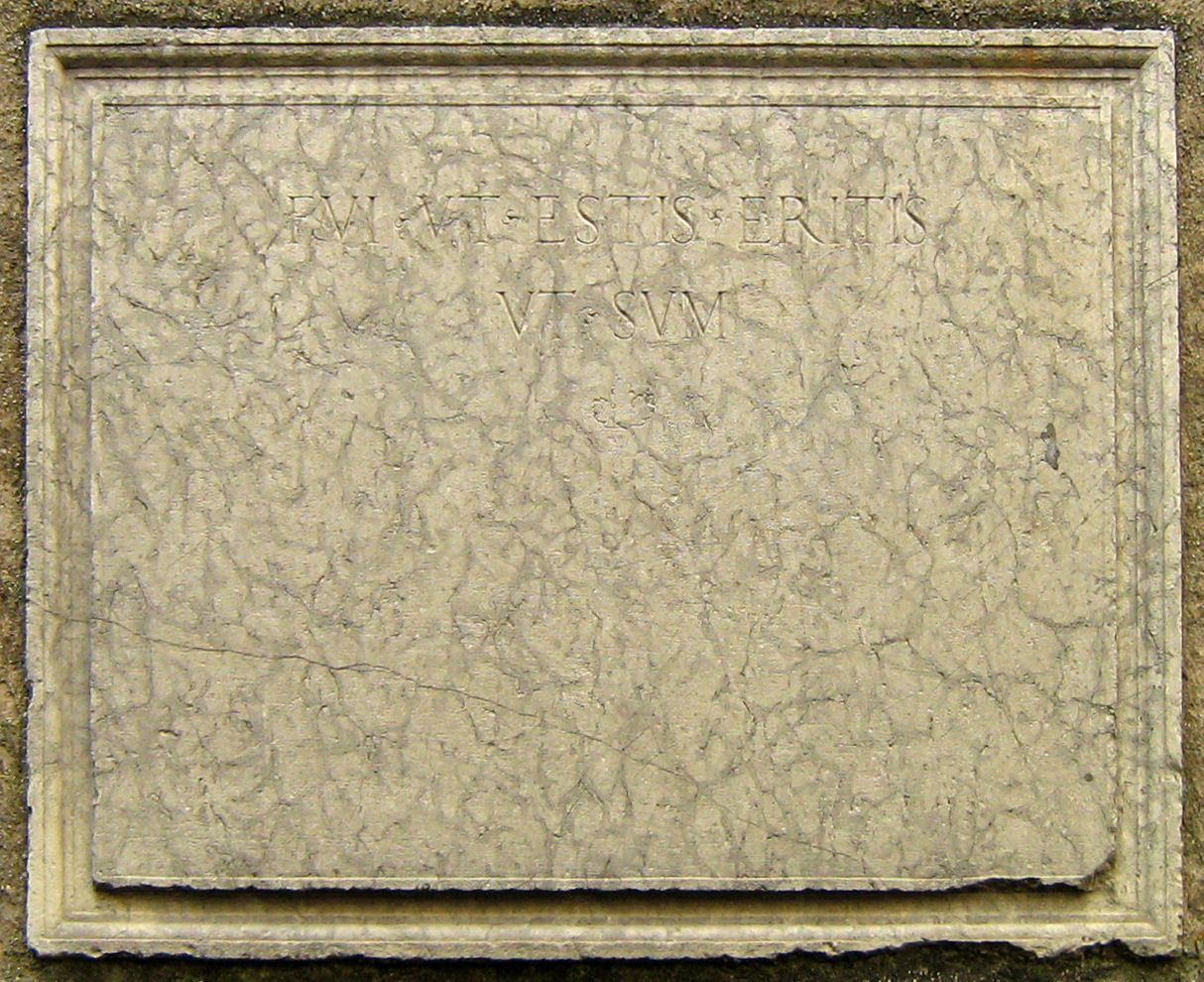
Epigrafe aloysiana. FVI VT ESTIS ERITIS VT SVM
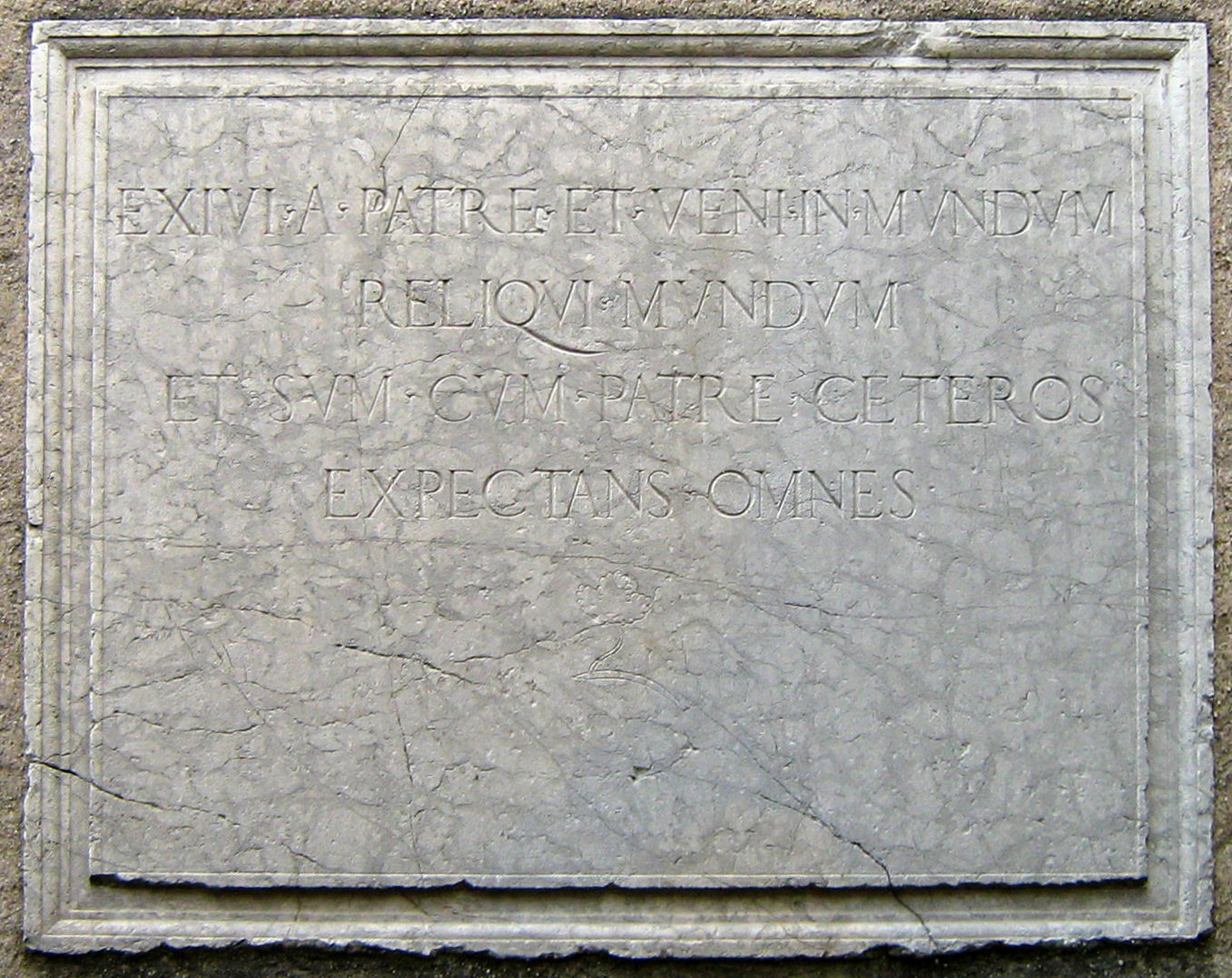
Epigrafe aloysiana. EXIVI A PATRE ET VENI IN MVNDVM RELIQVI MVNDVM ET SVM CVM PATRE CETEROS EXPECTANS OMNES
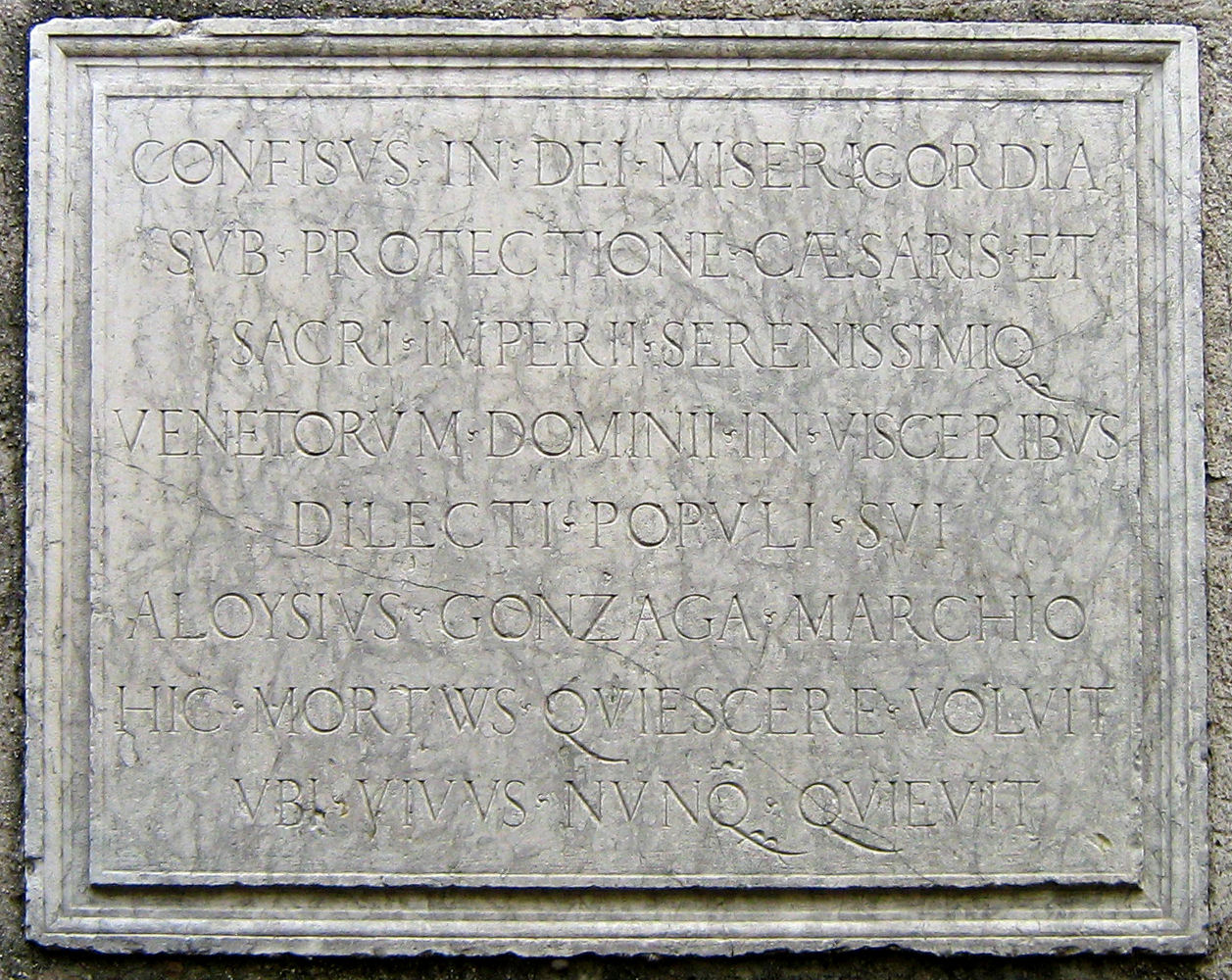
Epigrafe aloysiana. CONFISVS IN DEI MISERICORDIA SVB PROTECTIONE CAESARIS ET SACRI IMPERII SERENISSIMIQ VENETORVM DOMINII IN VISCERIBVUS DILECTI POPVLI SVI ALOYSIVS GONZAGA MARCHIO HIC MORTVVS QVIESCERE VOLVIT VBI VIVVS NVNQ QVIEVIT
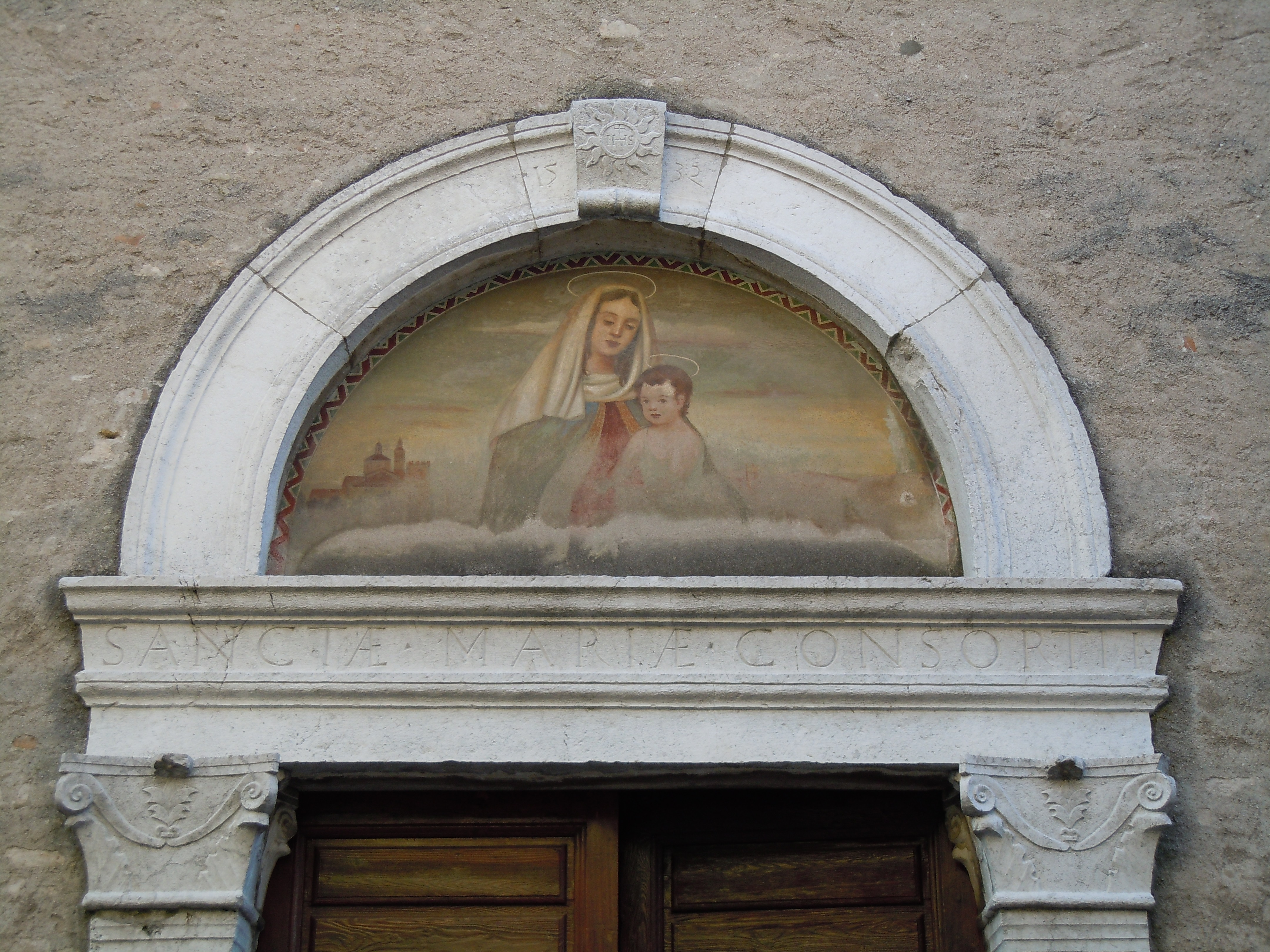
Portale di ingresso in marmo (1532)